# Widerstandsnest 17

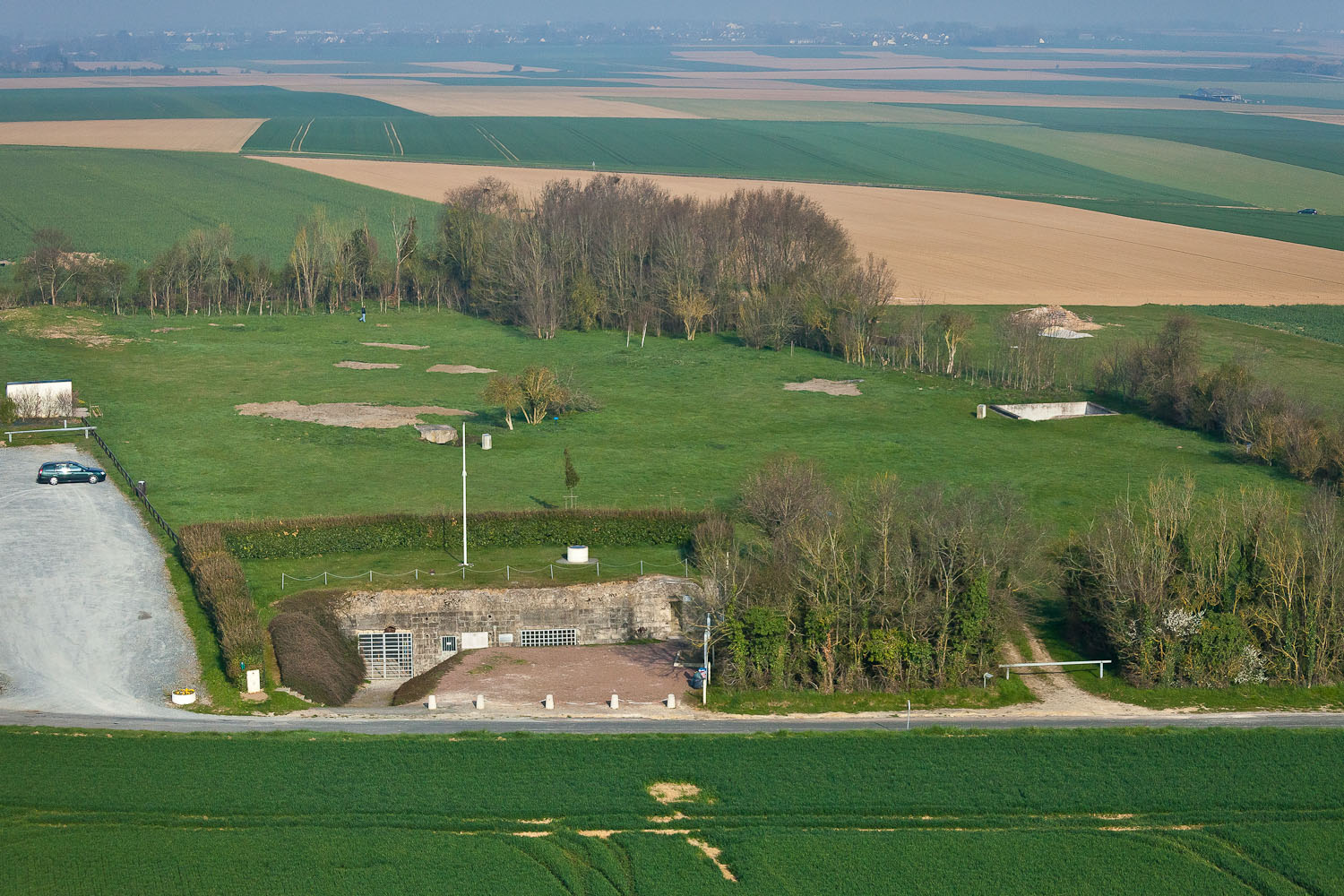
Luftaufnahme Hillman Standort

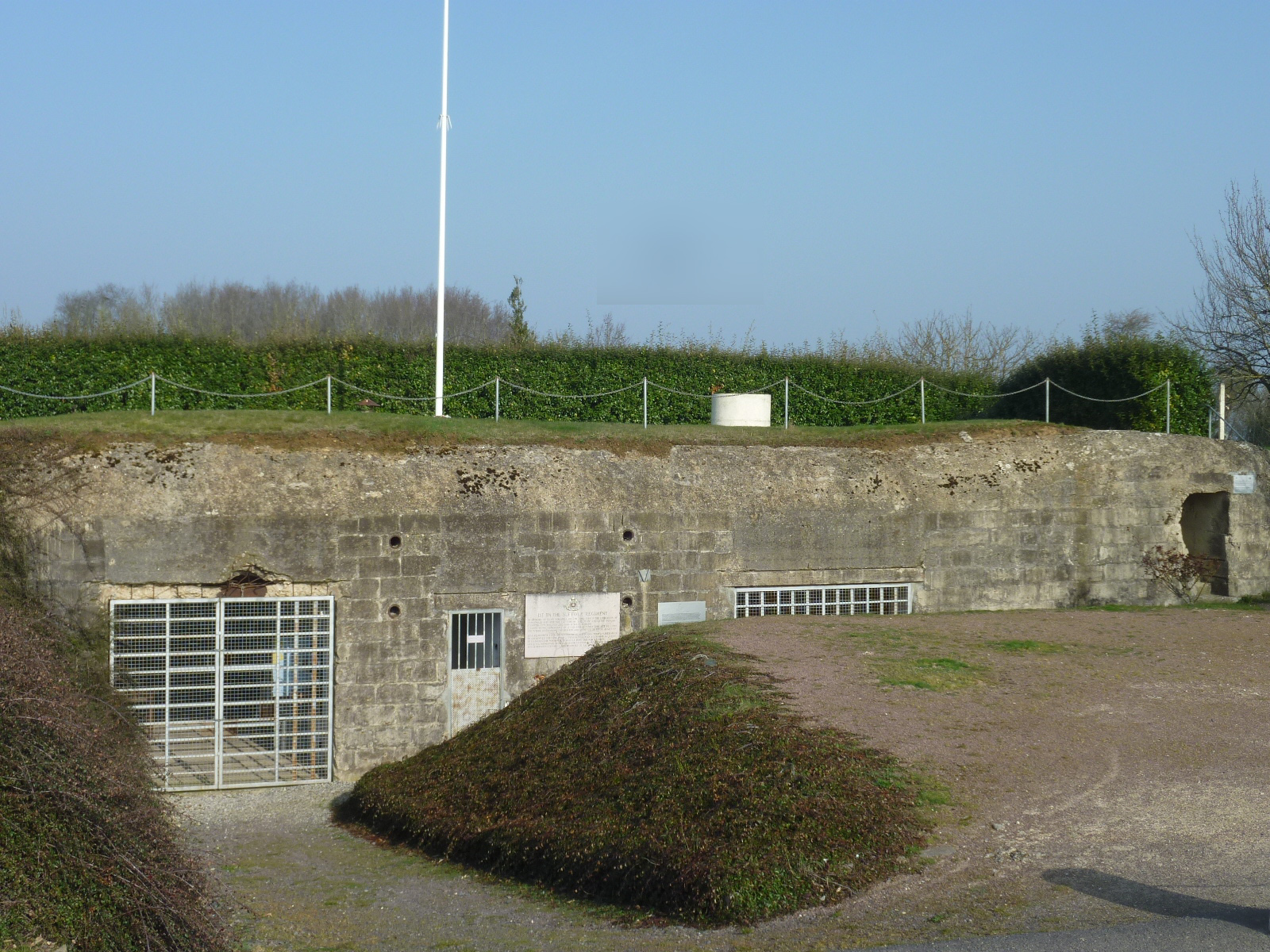
Bauwerk, das dem Suffolk-Regiment 1989 übergeben wurde

Das Widerstandsnest 17 (alliierter Codename Hillman site) ist ein im Zweiten Weltkrieg gebauter deutscher Gefechtsstand in der Gemeinde Colleville-Montgomery in der Normandie.

## Begriff
In der Sprache des Militärs war Widerstandsnest bereits im Ersten Weltkrieg gebräuchlich. Speziell beim Bau des Atlantikwalls wurden die kleinsten Festungsanlagen Widerstandsnest genannt.

## Präsentation
Ab 1942 erbauten die Deutschen auf einem 24 Hektar großen Gelände (Breite 600 m, Länge 400 m) südlich der Gemeinde Colleville-Montgomery (damals Colleville-sur-Orne) eine befestigte Stellung mit 18 unterirdischen Bunkern. Die Bezeichnung „Hillman“ beruht auf einem Decknamen, den die Engländer für die Landung der alliierten Truppen ausgegeben hatten.

## Beschreibung
Sie war das Hauptquartier des von Oberst Krug befehligten Küstenschutzes, zu dem 150 Soldaten des 736. Grenadierregiments abgestellt waren. Die Bunker hatten an ihrer Oberseite eine 20 bis 30 cm dicke Panzerung und waren mit Maschinengewehren ausgestattet. Sie waren außerdem mit einem mechanischen Ventilationssystem versehen. Es bestand ein ausgefeiltes Netz von Galerien und Grabengängen zwischen den verschiedenen unterirdischen Stellungen, die Wachposten, die Übermittlungsstelle, den Essraum und die Schlafquartiere enthielten. Alle befestigten Stellungen waren durch 2 bis 3 m tief eingegrabene Telefonleitungen verbunden.
Die strategische Lage der gesamten Stellung war günstig: von hier war nicht nur der Küstenabschnitt zu erreichen, wo die Landung der Alliierten erwartet wurde, sondern auch Saint-Aubin-d’Arquenay und die Gegend jenseits von Ouistreham und die Orne. Die Reichweite der Geschütze belief sich auf 600 m und mehr nach allen Richtungen.
Hillman war eine Festung, die mit Teilen der Maginot-Linie verglichen werden kann.

## D-Day
Dem 1. Bataillon des Suffolk-Regiments fiel am D-Day die Aufgabe zu, diese Befestigungsanlage zu erstürmen, was am Morgen des 7. Juni gelang. Der britische Generalstab hatte die Verteidigungskapazitäten der Hillman Bunker stark unterschätzt.
Heute sind manche Historiker der Ansicht, dass der starke Widerstand des Hillman Bunkers einer der Gründe war, die die britische 3. Infanteriedivision daran hinderten, Caen schon am Abend des 6. Juni einzunehmen.

## Nachkriegsjahre
In den Nachkriegsjahren wurden die unterirdischen Anlagen allmählich mit Erde und Schutt aufgefüllt, weshalb sie in gutem Zustand erhalten geblieben sind.
Seit einigen Jahren hat es sich ein Verein in Colleville-Montgomery zur Aufgabe gemacht, die Befestigungsanlagen als Zeugnis der Geschichte ihrer Gemeinde wieder freizulegen.